# Mazzorbetto
Mazzorbetto est une île du nord de la lagune de Venise, en Italie, à proximité de Burano. Elle est située en face de celle de Mazzorbo dont elle est séparée par un canal.
L’île tire son toponyme du diminutif de Mazzorbo, île située au sud, qui à son tour tire son nom du latin Maior urbs (« plus grande ville »). Dans les temps anciens, il n’y avait pas de distinction entre les deux îles, considérées comme un seul lieu appelé « Mazzorbo ».
Mazzorbetto n'est pas desservie par les transports en commun, on ne peut y accoster qu'avec son propre bateau. Elle est occupée par de nombreux jardins, les quelques résidents ont une activité horticole.

## Histoire
Le groupe d’îles dont Mazzorbetto fait partie avec Mazzorbo est habité depuis l’époque romaine. Ce nom est apparu vers le XIIIe siècle dans certains documents qui mentionnent l’existence d’un siège religieux avec le couvent de Sainte-Euphémie, et la paroisse de San Pietro.
Le couvent de Santa Eufemia di Mazzorbo s’est agrandi grâce à des dons et des testaments, accumulant un patrimoine à la fois dans la lagune et sur le continent entre Mogliano et Marcon, de sorte d’avoir au XVIIe siècle un important compte à la Monnaie de San Marco à Venise.
Aux XVIe et XVIIe siècles, le couvent était au centre des chroniques en raison de la conduite des nonnes, protagonistes de fêtes auxquelles les patriciens de l’époque ont participé, entraînant des grossesses et un procès pour « commerce charnel » en  1691. Les inspections de l’évêque de Torcello qui ont suivi n’ont trouvé aucun problème mais le couvent est resté apprécié par les libertins du XVIIIe siècle.
En 1768, un décret du Sénat de la République dissout le couvent et l'île est utilisée à des fins militaires. En 1805 le bâtiment du couvent est démoli par les Autrichiens pour permettre la construction d'une redoute, Mazzorbetto faisant partie du système défensif de la lagune, renforcé plus tard par les Autrichiens et les Italiens. Le fort se compose d’une batterie en ligne avec six positions d’artillerie et d'une série de casemates et de chambres avec des voûtes en berceau.
Ce système défensif a été utilisé pendant la Première Guerre mondiale, lorsque le front s’est arrêté non loin de Venise, tirant sur le port de Cortellazzo et sur San Donà di Piave, et jusqu’aux affrontements de la Seconde Guerre mondiale à la suite de laquelle Mazzorbetto a accueilli des familles de personnes déplacées avant d’être complètement abandonnée.
En 1981, l’île a été mise par la municipalité à la disposition des scouts de Venise et de Mestre qui ont entrepris un programme de restauration des bâtiments et du fort.
Différents projets de réhabilitation de l’île sont proposés par l'Institut Universitaire d'Architecture de Venise (2012)

## Galerie

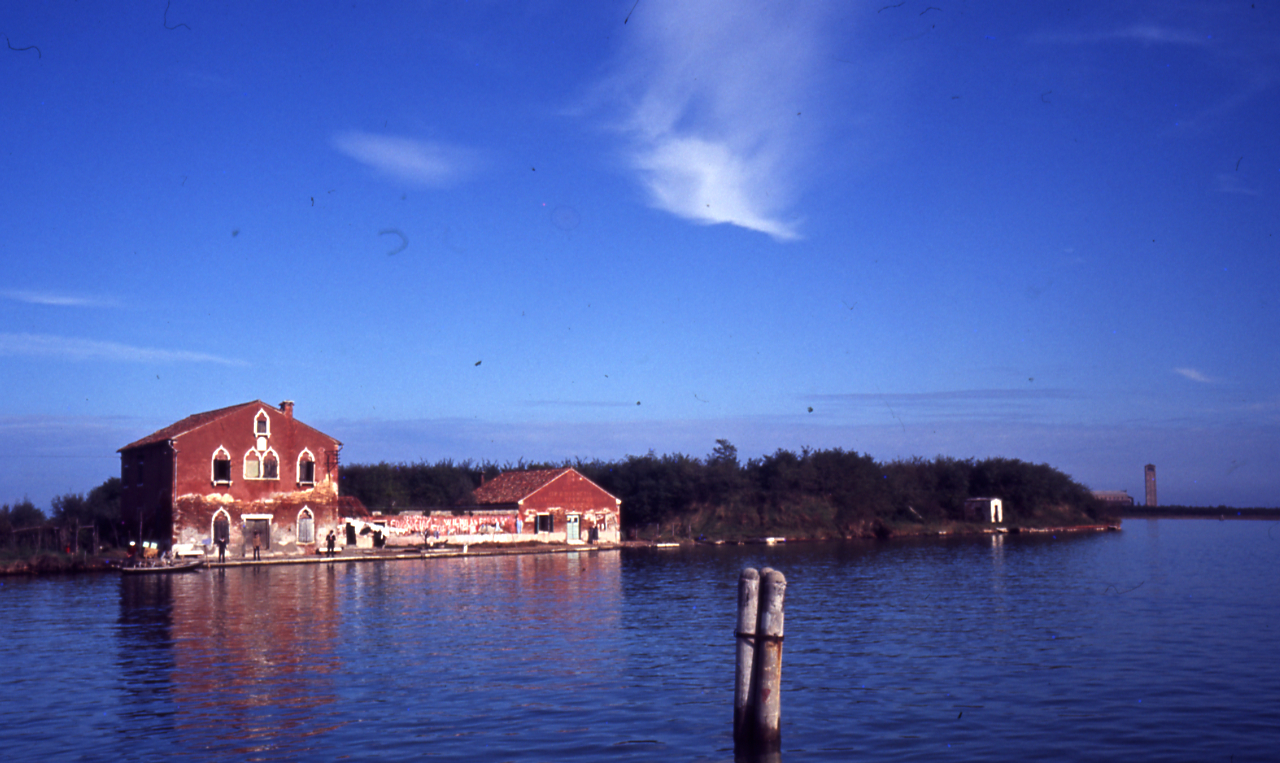
Une habitation de Mazzorbetto. Photo par Paolo Monti, 1977
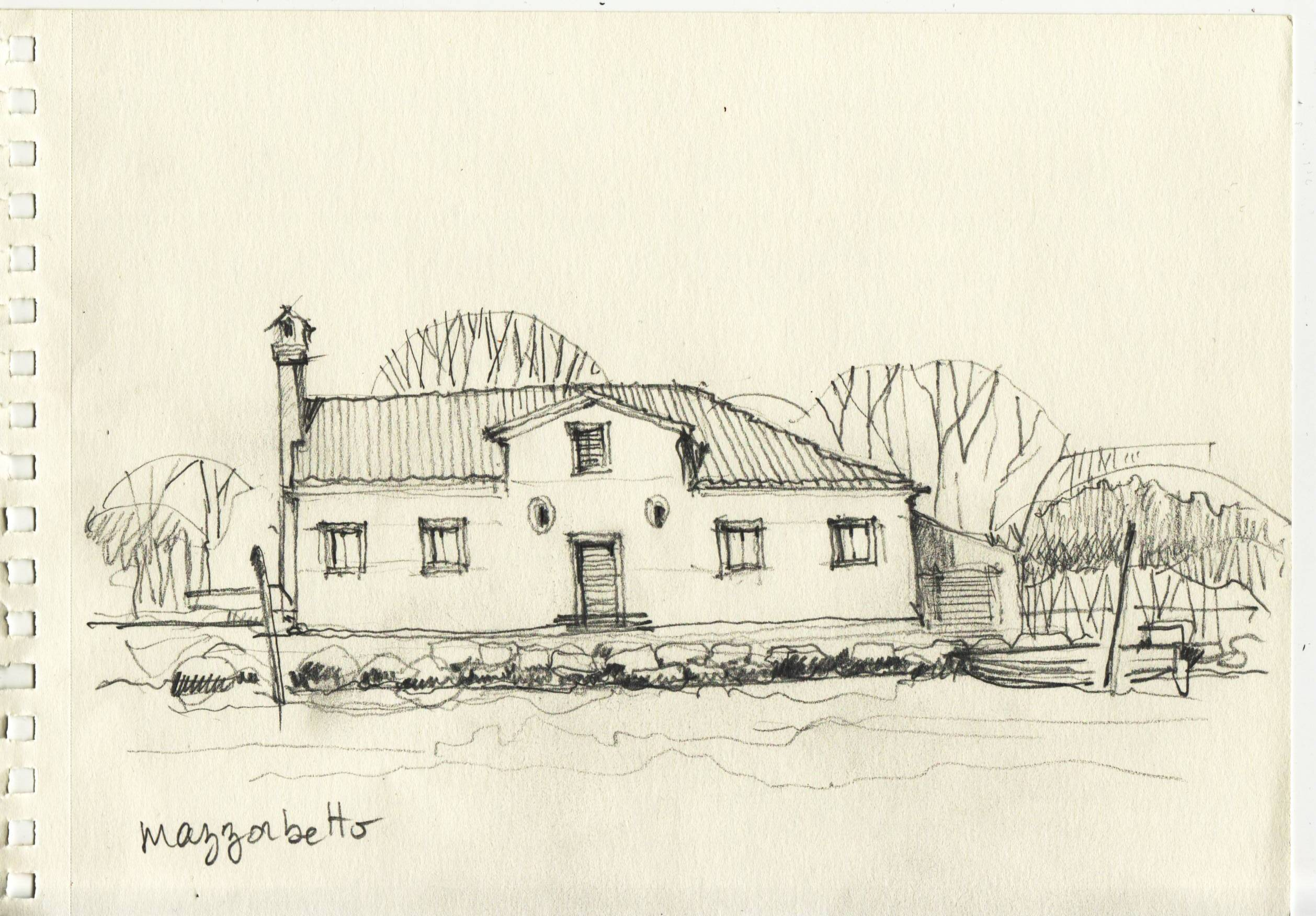
Dessin d'une habitation de Mazzorbetto
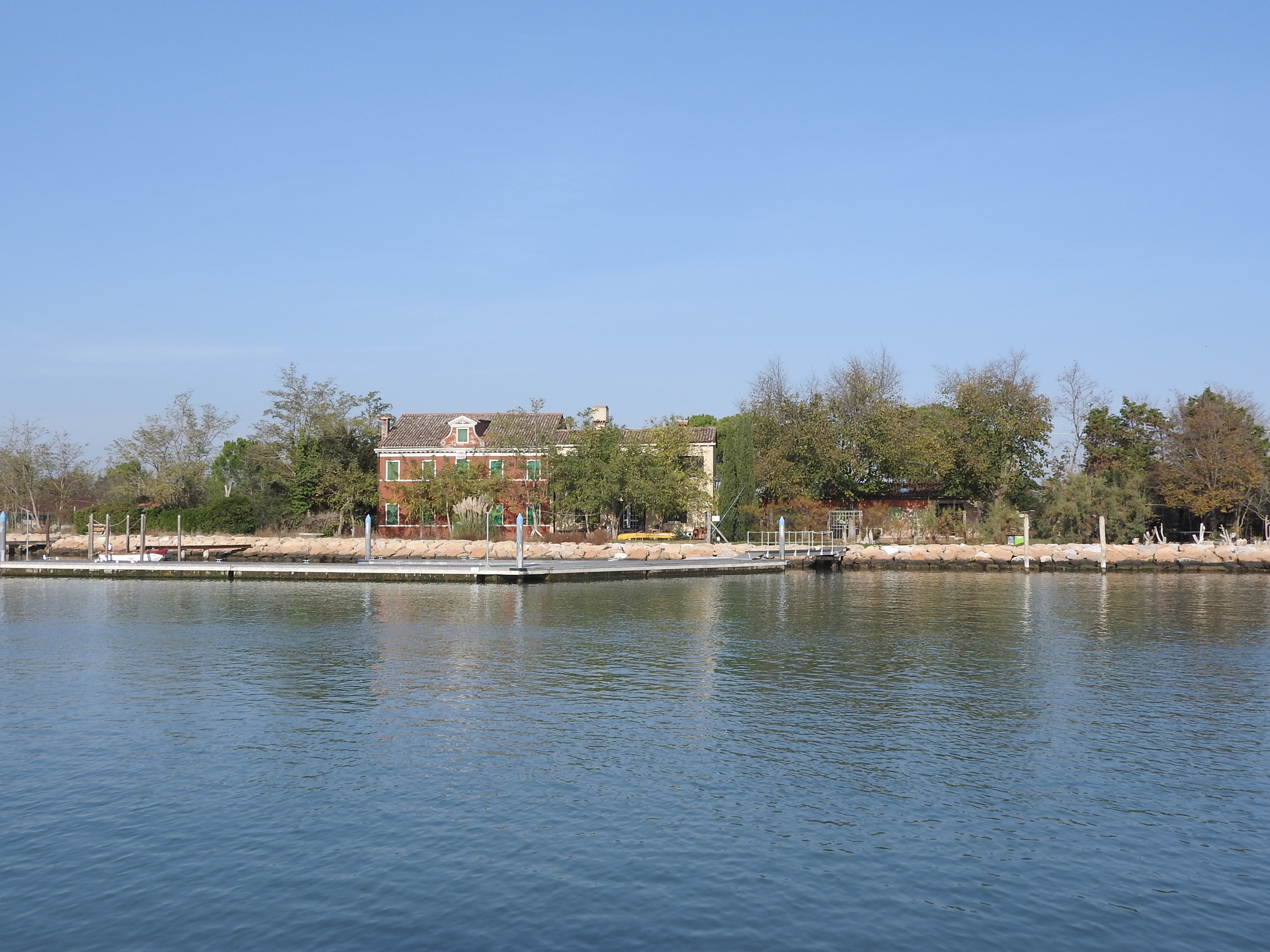
Maison habitée en 2021
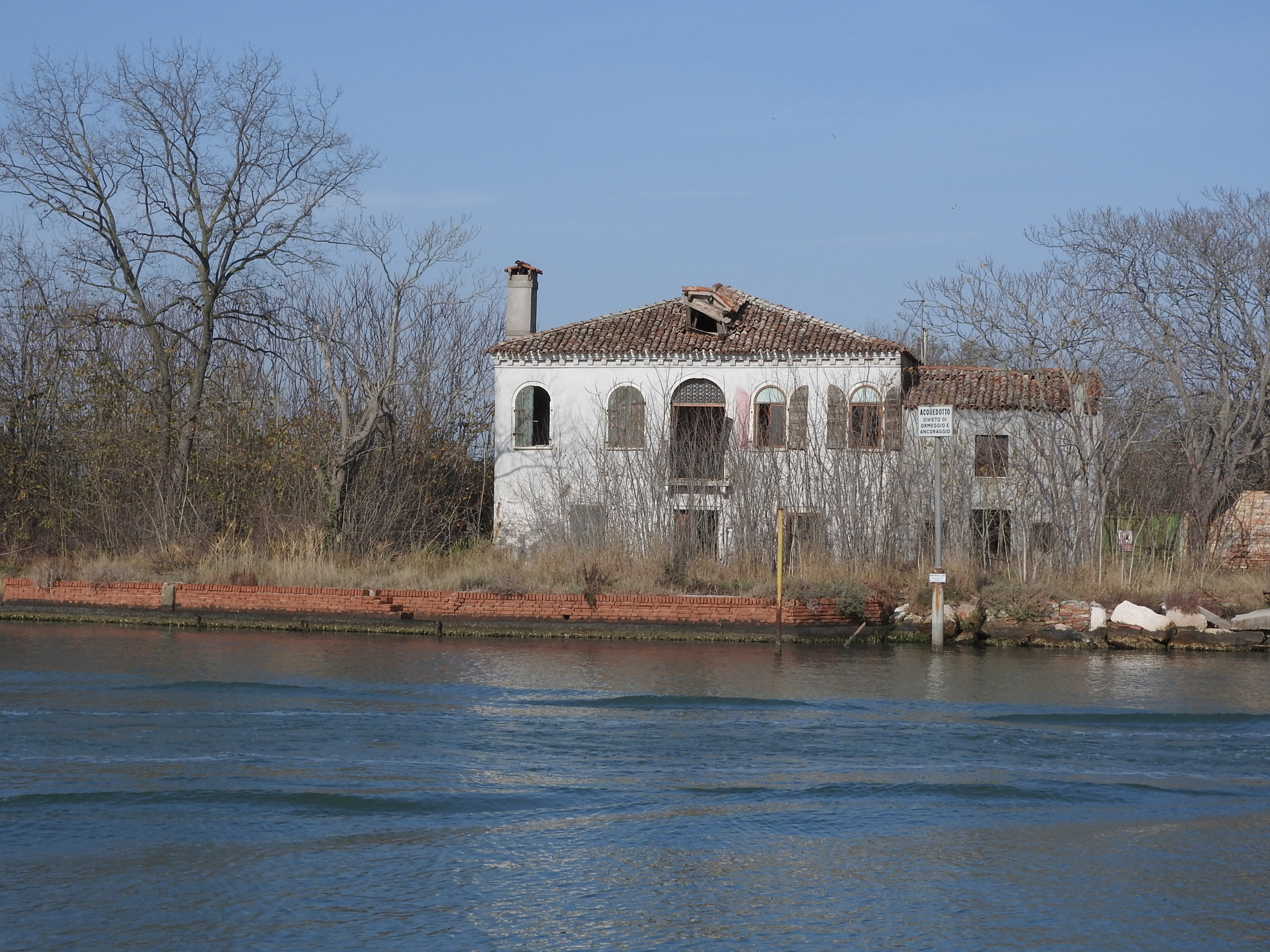
Villa Ducale en ruine en 2021